# Viktor Molka
Viktor Molka, slovenski gledališki režiser in scenograf, * 10. maj 1923, Ljubljana, † (?) 2010, (Ljubljana).   

## Življenje in delo
Diplomiral je leta 1947 iz arhitekture na ljubljanski tehniški fakulteti. Z mentorjem Plečnikom ga je seznanil župnik F. S. Finžgar. Za tem je sodeloval s svojim učiteljem Plečnikom in z Antonom Bitencem pri urejanju letnega gledališča Križanke. Do leta 1983 je služboval v Ljubljani, deloma v Drami, deloma pa v Operi. Nazadnje je delal kot direktor Gledališkega ateljeja. Stalno službo v gledališčih je prekinil samo v letih 1963-1968, ko je poučeval na ljubljanski Šoli za oblikovanje. Najprej se je uveljavil kot scenograf v Kranjčevi drami v treh dejanjih Pot do zločina (COBISS), leta 1949 pa že kot režiser. Med drugimi deli je režiral Drama škrat (Pedro Calderón de la Barca). Španska drama ga je posebej privlačila tudi še v naslednjih letih. Med slovenskimi deli je med drugimi na odrske deske postavil Razvalino življenja (Fran Saleški Finžgar), Ta veseli dan ali Matiček se ženi (Anton Tomaž Linhart), Pohujšanje v dolini šentflorjanski (Ivan Cankar), izvirna pa je bila tudi njegova zadnja pomembnejša postavitev Marija Tudor (Ivan Mrak). Večinoma je sam zasnoval sceno in deloma kostume. Kot režiser in zlasti kot scenograf je sodeloval tudi v drugih slovenskih gledališčih (Trst, Maribor). Leta 1949 je za inscenacije: Cankar: Hlapci, Donizetti: Don Pasquale, Kranjec: Pot do zločina, Musorgski: Soročinski sejem prejel Prešernovo nagrado.
Sodeloval je pri pripravi geslovnika za Gledališki slovar.